# Європа співає
«Європа співає» (італ. Europa canta) — іспансько-італійська комедія, вестерн, що вийшов 10 липня 1966 року.

## Сюжет
Маленька Європа — місто на американському Заході, вибирається як майданчик для європейського музичного фестивалю, який будуть транслювати по телебаченню.

## У ролях
- Віві Бах — Бетті Джонсон
- Густаво Рохо — вождь індіанців
- Томас Алдер — німець
- Ренцо Пальмер — шериф
- Умберто Д'Орсі — Ноно
- Ніно Вінджеллі — гангстер
- Марі Пас Пондаль
- Енніо Антонеллі — Джо
- Фортунато Арена — гангстер
- Хосе Бастіда
- Фред Бертельман — співак
- Адріано Челентано — співак

## Знімальна група
- Режисер — Хосе Луїс Меріно;
- Сценарій — Хосе Луїс Меріно, Карло Інфасчеллі;
- Оператор — Фульвіо Тесті;
- Композитор — Енріко Політо.